# Siomón Brecc
Siomón Brecc, figlio di Áedan Glas, figlio di Nuadu Finn Fáil (... – ...), è stato, secondo la leggenda e la tradizione storica irlandese medievale, re supremo d'Irlanda.
Prese il potere uccidendo il suo predecessore, Sétna Innarraid, dopodiché regnò per sei anni. Fu ucciso dal figlio di Sétna, Dui Finn. Il Lebor Gabála Érenn sincronizza il suo regno con quello di Serse I di Persia (485–465 a.C.). Goffredo Keating data il suo regno dal 685 al 679 a.C. mentre gli Annali dei Quattro Maestri dal 910 al 904 a.C.